# Моріта Аюмі
Ayumi Morita (森田 あゆみ, нар. 11 березня 1990) — японська професійна тенісистка. Найвища позиція в одиночному рейтингу — 42, досягнута 6 червня 2012. 

## Фінали турнірів WTA

### Парний розряд: 2 (0–2)
| Перемога — Легенда                           |
| -------------------------------------------- |
| Турніри Великого шолома (0–0)                |
| Турніри WTA Tour (0–0)                       |
| Tier I / Premier Mandatory & Premier 5 (0–0) |
| Tier II / Premier (0–0)                      |
| Tier III, IV & V / International (0–2)       |

| Результат | Ранг | Дата             | Турнір                                    | Покриття | Партнер         | Опонент in the final          | Рахунок in the final |
| --------- | ---- | ---------------- | ----------------------------------------- | -------- | --------------- | ----------------------------- | -------------------- |
| Поразка   | 1.   | жовтня 7, 2007   | Bangkok Open, Bangkok, Таїланд            | Тверде   | Намігата Дзюнрі | Сунь Тяньтянь Янь Цзи         | w/o                  |
| Поразка   | 2.   | вересня 29, 2008 | Відкритий чемпіонат Японії, Токіо, Японія | Тверде   | Накамура Айко   | Джилл Крейбас Марина Еракович | 6–4 5–7 [6–10]       |

## Фінали ITF

### Одиночний розряд 16 (8–8)
| WTA 125s турніри |
| Турніри $100,000 |
| Турніри $75,000  |
| Турніри $50,000  |
| Турніри $25,000  |
| Турніри $10,000  |

| Результат | Ранг | Дата              | Турнір                   | Покриття | Опонент                    | Рахунок            |
| --------- | ---- | ----------------- | ------------------------ | -------- | -------------------------- | ------------------ |
| Поразка   | 1.   | 15 травня 2005    | Фукуока, Японія          | Килим    | Латіша Чжань               | 3–6, 2–6           |
| Поразка   | 2.   | 14 травня 2006    | Фукуока, Японія          | Килим    | Латіша Чжань               | 3–6, 6–4, 1–6      |
| Перемога  | 3.   | 6 серпня 2006     | Округ Токаті, Японія     | Килим    | Такао Еріка                | 6–3, 4–6, 7–6(8–6) |
| Перемога  | 4.   | 30 вересня 2006   | Токіо, Японія            | Тверде   | Латіша Чжань               | 3–6, 6–3, 6–4      |
| Поразка   | 5.   | 6 травня 2007     | Ґіфу, Японія             | Килим    | Латіша Чжань               | 3–6, 1–6           |
| Поразка   | 6.   | 9 червня 2007     | Surbiton, England        | Трава    | Бренда Шульц-Маккарті      | 6–4, 4–6, 6–7(5–7) |
| Перемога  | 7.   | 22 липня 2007     | Куруме (Фукуока), Японія | Трава    | Такао Еріка                | 6–1, 3–1 ret.      |
| Поразка   | 8.   | 5 серпня 2007     | Обіхіро, Японія          | Килим    | Софі Фергюсон              | 4–6, 3–6           |
| Перемога  | 9.   | 2 листопада 2008  | Токіо, Японія            | Тверде   | Ярміла Вулф                | 6–2, 2–6, 6–3      |
| Перемога  | 10.  | 22 листопада 2008 | Колката, Індія           | Тверде   | Elora Dabija               | 6–3, 6–1           |
| Перемога  | 11.  | 30 листопада 2008 | Тойота (Айті), Японія    | Килим    | Ликіна Ксенія Валентинівна | 6–1, 6–3           |
| Поразка   | 12.  | 8 листопада 2009  | Тайбей, Chinese Taipei   | Тверде   | Латіша Чжань               | 4–6, 6–2, 2–6      |
| Перемога  | 13.  | 4 жовтня 2010     | Тойота (Айті), Японія    | Тверде   | Джилл Крейбас              | 6–3, 7–5           |
| Поразка   | 14.  | 7 листопада 2010  | Тайбей, Chinese Taipei   | Тверде   | Пен Шуай                   | 1–6, 4–6           |
| Перемога  | 15.  | 31 жовтня 2011    | Тайбей, Chinese Taipei   | Тверде   | Дате-Крумм Кіміко          | 6–2, 6–2           |
| Поразка   | 16.  | 3 листопада 2013  | Nanjing, КНР             | Тверде   | Чжан Шуай                  | 4–6 ret.           |

### Парний розряд 7 (3–4)
| WTA 125s турніри |
| Турніри $100,000 |
| Турніри $75,000  |
| Турніри $50,000  |
| Турніри $25,000  |
| Турніри $10,000  |

| Результат | Ранг | Дата           | Турнір                   | Покриття | Партнер         | Опоненти                         | Рахунок       |
| --------- | ---- | -------------- | ------------------------ | -------- | --------------- | -------------------------------- | ------------- |
| Поразка   | 1.   | 23 липня 2005  | Куруме (Фукуока), Японія | Килим    | Сема Еріка      | Чжань Цзіньвей Сє Шувей          | 4–6, 3–6      |
| Поразка   | 2.   | 17 лютого 2006 | Сідней, Австралія        | Тверде   | Намігата Дзюнрі | Чжань Цзіньвей Чжуан Цзяжун      | 2–6, 1–6      |
| Поразка   | 3.   | 16 лютого 2007 | Мельбурн, Австралія      | Ґрунт    | Хамамура Нацумі | Хванг І-Хсюань Lee Ye-ra         | 2–6, 1–6      |
| Перемога  | 4.   | 6 травня 2007  | Ґіфу, Японія             | Килим    | Суґіяма Ай      | Їдзіма Куміко Окамото Сейко      | 6–1, 3–6, 6–0 |
| Перемога  | 5.   | 13 травня 2007 | Фукуока, Японія          | Килим    | Йонемура Акіко  | Фудзівара Ріка Намігата Дзюнрі   | 6–2, 6–2      |
| Поразка   | 6.   | 5 серпня 2007  | Обіхіро, Японія          | Килим    | Йонемура Акіко  | Їдзіма Куміко Намігата Дзюнрі    | 6–7(3–7), 0–6 |
| Перемога  | 7.   | 10 жовтня 2009 | Токіо, Японія            | Тверде   | Латіша Чжань    | Дате-Крумм Кіміко Фудзівара Ріка | 6–2, 6–4      |

## Досягнення в одиночних змаганнях
| Турніри Великого Шлему                 |     |     |     |     |     |     |     |     |     |       |
| Відкритий чемпіонат Австралії з тенісу | A   | A   | 1р  | 1р  | 3р  | 1р  | 3р  | 2р  | A   | 5–6   |
| Відкритий чемпіонат Франції з тенісу   | A   | 1р  | 1р  | 1р  | 2р  | 2р  | 1р  | A   |     | 2–6   |
| Вімблдонський турнір                   | 1р  | A   | 1р  | 2р  | 1р  | 2р  | 1р  | A   |     | 2–6   |
| Відкритий чемпіонат США з тенісу       | A   | A   | 1р  | 1р  | 1р  | 2р  | A   | A   |     | 1–4   |
| Перемоги-Поразки                       | 0–1 | 0–1 | 0–4 | 1–4 | 3–4 | 2–3 | 2–3 | 1–1 | 0–0 | 10–22 |

## Парний розряд
| Турніри Великого Шлему                 |     |     |     |     |     |     |       |
| Відкритий чемпіонат Австралії з тенісу |     | 2р  |     | 2р  | 3р  | 1р  | 4–4   |
| Відкритий чемпіонат Франції з тенісу   |     | 1р  |     | 1р  | 1р  | 2р  | 1–4   |
| Вімблдонський турнір                   | 1р  | 1р  | 2р  | 3р  | 1р  | 1р  | 3–6   |
| Відкритий чемпіонат США з тенісу       |     | 1р  | 2р  | 2р  |     |     | 2–3   |
| Перемоги-Поразки                       | 0–1 | 1–4 | 2–2 | 4–4 | 2–3 | 1–3 | 10–17 |